# Lilla Roten, Östergötland
Lilla Roten är en sjö i Norrköpings kommun i Östergötland och ingår i Kilaån-Motala ströms kustområde.